# 荒漠英雄 (馬)
荒漠英雄是日本純種競賽馬匹。生涯稱霸中長途賽事，總戰績為20戰7勝，名次分佈為7-5-4-3，曾於2004年勝出秋季天皇賞、日本盃和有馬紀念三場一級賽，成爲好歌劇後第二匹稱霸秋季古馬三冠的賽駒，亦令其於同年獲得日本馬王及最佳4歲以上雄馬頭銜。而其生涯共獲獎金11億3565萬1500日圓，在當時超越特別週成為繼好歌劇後日本賽馬史上總獎金排名第二的賽駒。2005年12月退役後成為社台Stallion Station的種馬，代表子嗣包括於2010年贏得優駿牝馬（日本橡樹大賽）的法國酒城。

## 出賽前
2000年3月27日出身於北海道白老町白老牧場，成長途中於拍賣會上被馬主大迫忍以9450萬日圓購入。
其後交由美浦訓練中心練馬師藤澤和雄訓練。

## 競賽生涯

### 3歲
2003年2月9日出戰中山競馬場3歲新馬戰，比賽初段選擇後上戰術，通過最後彎道時候仍然處於第九的位置。進入直路後，其於外檔位置以凌厲的姿態衝出，最終超越前方賽駒之餘亦繼續加速，以2馬位優勢取得首勝。
3月2日出戰條件戰堇錦標，但於於比賽途中蹄鐵跌落下無法進行良好加速，最終敗於林肯及Craft Work以第三完賽。
其後出戰山吹賞，比賽初段選擇於先頭位置推進，進入直路後進一步加大衝刺力度，最終拉開後方2 1/2馬位取得勝利。
5月3日出戰東京優駿（日本打吡）前哨戰青葉賞，賽前獲得第一人氣。比賽開始後，其於較爲平均的步速之中選擇先行戰術，一直保持於外檔第五左右的位置。進入直路後，其抽出外檔並開始加速，雖然於中段繼續向外斜行並和Craft Work有些微碰撞，但於騎師橫山典弘調整過後重回正軌，最終發揮末腳速度之下以1 1/4馬位優勢戰勝對手取得首個分級賽冠軍。
6月1日按照計劃出戰東京優駿，賽前落後皋月賞冠亞軍新宇宙及櫻花會長取得第三人氣。比賽開始後，由於其處於第3檔內檔位置起步，因而出閘後隨即以積極的策略搶佔位置於第二推。通過第三彎道時，騎師橫山指揮其抽出外檔以避開內欄較泥濘的賽道，並於第四彎道時仍然處於前方。進入直路後，其繼續於外檔位置進行加速，並於直路中段取代失速的領放馬Ace in the Race進佔第一。然而最最後關頭，內欄的新宇宙及外檔的豐盈不斷迫近，最終荒漠英雄僅能壓制豐盈，但未能阻止新宇宙的攻勢下以1/2馬位差距憾負。
夏季於北海道門別町（今日高町）Fantast Club放草後，在9月28日復出出戰神戶新聞盃。比賽開始後，一直保持於中團等待位置等待時機，進入直路後抽出外檔進行加速衝刺，最終進入獨走狀態下不斷拉開和後方的距離，成功以3 1/2馬位巨大優勢取得冠軍。
10月26日出戰菊花賞，由於其被視爲可以阻止新宇宙奪得三冠的強力馬之一，因而賽前以2.5倍獨贏賠率取得第二人人氣。比賽開始後，其選擇先頭戰術下進佔內欄位置，但於進入對面直路後逐步減速墮後以保留體力。進入直路後，其抽出外檔位置展開對先頭集團的追擊，縱然其於直路上跑出全場第二快末腳，但仍然無法扭轉墮後對其的不利，最終敗於豐盈、林肯及新宇宙下以第四完賽。
其後出戰有馬紀念，雖然其於快步速之下一直保持於較有利的中團位置，但於進入直路後仍然無法跟上前方吉兆及林肯加速的步伐，最終被對手不斷拉開下僅獲得第三。

### 4歲
2004年以日經賞作爲年度首戰，比賽初段選擇跟隨前方領放的Win Generale於第三的位置推進，但於其後稍作後移下落至第五。進入直路後，其以凌厲的姿態在外檔不斷加速，可惜仍然無法阻止Win Generale一放到底，最終以頸位差距落敗。
其後出戰春季天皇賞，比賽初段選擇於先頭位置穩定推進，雖然於直路上不斷加速超越其他賽駒，但仍然被前方快放的Ingrandire不斷拉開無法迫近，最終以7馬位的巨大差距落敗再度奪得亞軍。
6月27日出戰寶塚紀念，雖然於比賽途中的節奏保持得不錯，但於直路稍爲力弱之下不敵跳舞城、Silk Famous及林肯以第四完賽。
入秋後以京都大賞典作爲起動戰，比賽初段處於第三的位置展開推進，並於進入直路後輕鬆超越前方賽駒取得領先。然而於直路中段後方的成田世紀不斷加速迫近，最終荒漠英雄無法抵擋對手的來襲下於最後50米被超越並以頸位差距落敗。
10月31日出戰秋季天皇賞，雖然其於春季的表現未如理想，但仍然於賽前取得第一人氣。比賽開始後，並未如同往常一樣選擇先行戰術，而是以緩慢的步速於中團靠後位置逐步推進。進入直路後，其廄侶隨心起舞率先衝出加速，Admire Groove亦選擇跟上。而面對此局面，荒漠英雄的騎師柏兆雷選擇以右手鞭控制其逐步移入內欄並成功展開加速，最終於其爆發出後600米34.4秒的末腳速度下，其成功於最後300米取得領先並繼續拉開後方對手，拋離第二的隨心起舞1 1/4馬位奪得首個一級賽冠軍，亦爲練馬師藤澤和雄帶來秋季天皇賞三連霸，更爲有練馬師首次達成此成就。
11月28日出戰日本盃，縱然其面對包括贏得達德素金盃的愛爾蘭代表鮑華斯高、連霸加冕盃的英國代表威信、同爲英國代表並贏得加拿大國際錦標的鳳凰烈焰及分別贏得泰斯奧錦標和福伊錦標的兩匹法國代表Lune d'Or和Policy Maker等強敵，其仍然可以以2.7倍獨贏賠率取得第一人氣。比賽開始後，處於第9檔起步的荒漠英雄選擇於中團約莫第七的位置展開推進，並於平均的步速之中保持穩定節奏。進入直路後，其隨即於中檔位置衝出並不斷加速，於最後300米經已超越所有對手獲得領先。取得領先後，其並未將速度減慢，反而越走越勇下進入獨走狀態拋離後方賽駒，最終以3馬位優勢壓贏大宇宙取得冠軍，成爲1999年特別週及2000年好歌劇後第三匹於同年贏得秋季天皇賞及日本盃的賽駒。
12月26日出戰有馬紀念，賽前預定的騎師柏兆雷一度因狀態不適需要前往醫院檢查，所幸其並無大礙之下得以繼續執繮。比賽開始後，雖然其處於最內檔第1檔位置起步，但由於跳舞城以更凌厲的速度搶佔領放位下，其選擇於第二的位置緊跟對手。於第三彎道至第四彎道之間，其順應騎師柏兆雷的指揮逐步發力迫近前方的跳舞城，並於進入直路後和對手呈現平頭姿勢。然而跳舞城於直路上不斷保持速度抵抗，兩駒隨即於直路中段展開激烈的纏鬥，最終於荒漠英雄稍爲處於上風的狀態下，其在終點線前率先透出，成功以1/2馬位優勢及破紀錄的2分29.5秒時間取得冠軍，成爲2000年好歌劇後再一匹制霸秋季古馬三冠的賽駒。
年末，由於其於秋季一級賽大放異彩，因而在評選中以全票285票當選最佳4歲及以上雄馬，更以近乎全票的279票問鼎日本馬王的寶座。

### 5歲
2005年年初處於放草狀態，於此期間馬主大迫忍在6月18因肝臟疾病去世，荒漠英雄的所有權被轉移至其遺孀大迫久美子旗下。
6月26日的寶塚紀念復出。比賽開始後，其保持於內欄第六左右的位置展開推進，並於第四彎道時候成功上前至第四的位置。進入直路後，雖然其克服大宇宙內閃造成的阻礙，但仍然無法抵擋後方東商變革及真心呼喚的末腳速度，最終被超越下以第三完賽。
完成寶塚紀念後，陣營考慮到現時和秋季賽事仍相隔一段時間，因而決定安排其遠征英國出戰英國國際錦標，並於7月20日抵達當地作準備。
完成所有調整後於8月16日順利出賽，比賽初段選擇於中團位置推進，並於通過彎道後抽出外檔望空加速。進入直路後，一直保持於先頭位置的馬力好、Ace及挪威舞者處於內欄，而荒漠英雄及電極使者則於外檔位置加速，因而此五匹馬於最後200米呈現一橫線爭奪位置的情形。最終於荒漠英雄不斷加速下，其成功超越內欄位置的三匹賽駒，可惜無法壓制電極使者被對手率先透出，以頸位差距憾負。
回國後出戰秋季天皇賞，比賽初段面對慢步速的局面，其選擇於中團位置推進。進入直路後，其隨即於外檔衝出，並和內欄的隨心起舞展開纏鬥直至終點線前。然而於荒漠英雄即將壓贏隨心起舞透出衝線之際，第十四人氣伏兵美妙浪漫突然殺上並於兩駒中間穿過，最終其無法抵擋此突如其來的攻勢下以頭位再度憾負。
11月27日出戰日本盃，本次比賽採用後上戰術下雖然於直路爆發出不俗的末腳超越前方賽駒，但於取得領先後突然失速，最終被傲家聲及真心呼喚反超下以第三完賽。
其後出戰有馬紀念並以此作爲退役戰，但最終一直保持於中團位置無法衝出下以第八大敗，亦爲其生涯唯一一次未能奪得入板的戰績。
完成有馬紀念後按照計劃退役，並於12月28日取消日本中央競馬會的賽駒註冊。

### 詳細賽績
| 日期       | 舉辦國家 | 馬場 | 距離   | 級別 | 賽事名稱     | 負重 | 騎師     | 馬號 | 出馬 | 名次 | 時間     | 頭馬（二馬）      |
| ---------- | -------- | ---- | ------ | ---- | ------------ | ---- | -------- | ---- | ---- | ---- | -------- | ----------------- |
| 9/2/2003   | 日本     | 中山 | 草1600 |      | 3歲新馬      | 56   | 横山典弘 | 10   | 15   | 1    | 1.37.8   | （Patience King） |
| 2/3/2003   | 日本     | 阪神 | 草2200 | OP   | 堇錦標       | 56   | 横山典弘 | 5    | 10   | 3    | 2.17.3   | 林肯              |
| 12/4/2003  | 日本     | 中山 | 草2200 |      | 山吹賞       | 56   | 横山典弘 | 10   | 10   | 1    | 2.14.9   | （Rubens Memory） |
| 3/5/2003   | 日本     | 東京 | 草2400 | GII  | 青葉賞       | 56   | 横山典弘 | 11   | 15   | 1    | 2.26.3   | （Takara Shaadi） |
| 1/6/2003   | 日本     | 東京 | 草2400 | GI   | 東京優駿     | 57   | 横山典弘 | 3    | 18   | 2    | 2.28.6   | 新宇宙            |
| 28/9/2003  | 日本     | 阪神 | 草2000 | GII  | 神戶新聞盃   | 56   | 戴崇謀   | 2    | 13   | 1    | 1.59.5   | （櫻花會長）      |
| 26/10/2003 | 日本     | 京都 | 草3000 | GI   | 菊花賞       | 57   | 柏兆雷   | 4    | 18   | 4    | 3.05.3   | 豐盈              |
| 28/12/2003 | 日本     | 中山 | 草2500 | GI   | 有馬紀念     | 55   | 柴田善臣 | 2    | 12   | 3    | 2.32.1   | 吉兆              |
| 27/3/2004  | 日本     | 中山 | 草2500 | GII  | 日經賞       | 57   | 柴田善臣 | 6    | 14   | 2    | 2.32.8   | Win Generale      |
| 2/5/2004   | 日本     | 京都 | 草3200 | GI   | 春季天皇賞   | 58   | 岳禮華   | 16   | 18   | 2    | 3.19.5   | Ingrandire        |
| 27/5/2004  | 日本     | 阪神 | 草2200 | GI   | 寶塚紀念     | 58   | 田中勝春 | 3    | 15   | 4    | 2.11.6   | 跳舞城            |
| 10/10/2004 | 日本     | 京都 | 草2400 | GII  | 京都大賞典   | 57   | 岡部幸雄 | 4    | 10   | 2    | 2.25.2   | 成田世紀          |
| 31/10/2004 | 日本     | 東京 | 草2000 | GI   | 秋季天皇賞   | 58   | 柏兆雷   | 13   | 17   | 1    | 1.58.9   | （隨心起舞）      |
| 28/11/2004 | 日本     | 東京 | 草2400 | GI   | 日本盃       | 57   | 柏兆雷   | 9    | 16   | 1    | 2.24.2   | （大宇宙）        |
| 26/12/2004 | 日本     | 中山 | 草2500 | GI   | 有馬紀念     | 57   | 柏兆雷   | 1    | 15   | 1    | 2:29.5   | （跳舞城）        |
| 26/6/2005  | 日本     | 阪神 | 草2200 | GI   | 寶塚紀念     | 58   | 戴崇謀   | 6    | 15   | 3    | 2.11.7   | 東商變革          |
| 16/8/2005  | 英國     | 約克 | 草2080 | GI   | 英國國際錦標 | 59.5 | 武豐     | 6    | 7    | 2    | 紀錄缺失 | 電極使者          |
| 30/10/2005 | 日本     | 東京 | 草2000 | GI   | 秋季天皇賞   | 58   | 横山典弘 | 13   | 18   | 2    | 2.00.1   | 美妙浪漫          |
| 27/11/2005 | 日本     | 東京 | 草2400 | GI   | 日本盃       | 57   | 戴崇謀   | 8    | 18   | 3    | 2.22.4   | 傲家聲            |
| 25/12/2005 | 日本     | 中山 | 草2500 | GI   | 有馬紀念     | 57   | 戴崇謀   | 3    | 16   | 8    | 2.32.8   | 真心呼喚          |

## 退役後
退役後，荒漠英雄成爲了配種馬，於北海道早來町（今安平町）社台Stallion Station休養，在2006年進行配種，亦會於日本配種季結束後前往澳洲穿梭配種，首批子嗣於2007年出生。首批子嗣可於2009年出賽。2010年1月11日，宇宙之神在妖精錦標取勝，成爲首匹勝出分級賽的子嗣。5月23日，法國酒城於優駿牝馬取勝，成爲首匹勝出一級賽的荒漠英雄子嗣。
2016年被轉移至北海道日高町育馬者Stallion Station，於此地繼續進行配種工作。
2021年再度被轉移至北海道新冠町村上欽哉牧場。
2022年8月腰部狀態開始惡化，心臟亦出現問題，最終於9月2日因心臟衰竭死亡，享年22歲。

### 主要子嗣

#### 一級賽優勝子嗣
粗體字為一級賽
2007年生
- 法國酒城（花仙錦標、優駿牝馬）
- Magnifica（日本泥地打吡）

#### 分級賽優勝子嗣
2007年生
- 活躍生命（玫瑰錦標）
- 始創先鋒（阿根廷共和國盃、京都紀念）
- 宇宙之神（妖精錦標、新潟紀念）
- 飛毛駒（青葉賞）

2008年生
- 利祿殊（阿根廷共和國盃）

2011年生
- Lilavati（人魚錦標）
- 東循環線（小倉紀念）
- Bounce Shasse（百花盃、中山牝馬錦標、愛知盃）
- Sang Real（花仙錦標）

2012年生
- Lia Fail（神戶新聞盃）
- 喜氣洋溢（美國賽馬會盃）

2013年生
- 人間國寶（中日新聞盃）

2015年生
- Satono Favor（如月賞）
- Grimm（獵豹錦標、兩次白山大賞典、名古屋大賞、水星盃）

## 血統簡介
父系週日寧靜是美國三冠賽雙冠馬，退役後在日本配種，在日本馬壇相當成功，贏得多項分級賽事，其子嗣贏得巨額獎金，連續12年成為日本冠軍種馬。祖父Halo爲美國賽駒，曾贏得一級賽冠軍，爲美國冠軍種馬。
母系Roamin Rachel爲美國賽駒，生涯戰績優秀，曾勝出一級賽芭蕾舞錦標。外祖父Mining亦爲美國賽駒，生涯戰績優秀，曾勝出一級賽華士弼錦標。

### 血統表
| 父線：週日寧靜系（Halo系）            |                               |                 |                |
| 種馬 週日寧靜 1986年（棕色）          | Halo 1969年（棕色）           | Hail to Reason  | Turn-to        |
| 種馬 週日寧靜 1986年（棕色）          | Halo 1969年（棕色）           | Hail to Reason  | Nothirdchance  |
| 種馬 週日寧靜 1986年（棕色）          | Halo 1969年（棕色）           | Cosmah          | Cosmic Bomb    |
| 種馬 週日寧靜 1986年（棕色）          | Halo 1969年（棕色）           | Cosmah          | Almahmoud      |
| 種馬 週日寧靜 1986年（棕色）          | Wishing Well 1975年（棗色）   | Understanding   | Promised Land  |
| 種馬 週日寧靜 1986年（棕色）          | Wishing Well 1975年（棗色）   | Understanding   | Pretty Ways    |
| 種馬 週日寧靜 1986年（棕色）          | Wishing Well 1975年（棗色）   | Mountain Flower | Montparnasse   |
| 種馬 週日寧靜 1986年（棕色）          | Wishing Well 1975年（棗色）   | Mountain Flower | Edelweiss      |
| 繁殖雌馬 Roamin Rachel 1990年（棗色） | Mining 1984年（栗色）         | 淘金者          | Raise a Native |
| 繁殖雌馬 Roamin Rachel 1990年（棗色） | Mining 1984年（栗色）         | 淘金者          | Gold Digger    |
| 繁殖雌馬 Roamin Rachel 1990年（棗色） | Mining 1984年（栗色）         | I Pass          | Buckpasser     |
| 繁殖雌馬 Roamin Rachel 1990年（棗色） | Mining 1984年（栗色）         | I Pass          | Impish         |
| 繁殖雌馬 Roamin Rachel 1990年（棗色） | One Smart Lady 1984年（棗色） | Clever Trick    | Iceapade       |
| 繁殖雌馬 Roamin Rachel 1990年（棗色） | One Smart Lady 1984年（棗色） | Clever Trick    | Kankakee Miss  |
| 繁殖雌馬 Roamin Rachel 1990年（棗色） | One Smart Lady 1984年（棗色） | Pia's Lady      | Pia Star       |
| 繁殖雌馬 Roamin Rachel 1990年（棗色） | One Smart Lady 1984年（棗色） | Pia's Lady      | Plucky Roman   |
| 雌系：號族：2-b                       |                               |                 |                |
| 五代內近親交配：無                    |                               |                 |                |

## 命名由來
名字中，Zenno（ゼンノ）是第一代馬主大迫忍之冠名，出自其所經營的地圖資訊公司善鄰之名字的變體，Rob Roy（ロブロイ）則出自有「蘇格蘭羅賓漢」之稱的羅布·羅伊之名字，香港則只取後半部分的出處加以聯想，翻譯为「荒漠英雄」。

## 外部連結
- 荒漠英雄 netkeiba.com
- 荒漠英雄 sportsnavi.com
- 荒漠英雄 jbis.or.jp
- 血統表